# Elymus dahuricus
Elymus dahuricus là một loài thực vật có hoa trong họ Hòa thảo. Loài này được Griseb. mô tả khoa học đầu tiên năm 1852.